# Erebia dabanensis
Erebia dabanensis är en fjärilsart som beskrevs av Nicolas Grigorevich Erschoff 1871. Erebia dabanensis ingår i släktet Erebia och familjen praktfjärilar. Inga underarter finns listade i Catalogue of Life.